# Курдоев, Канат Калашевич
Кана́т Кала́шевич Курдо́ев (курд. Qanat Kûrdoev, Qanatê Kurdo; 12 сентября, 1909 — 31 октября, 1985) — советский лингвист-востоковед, один из основоположников курдоведения. Более четверти века был руководителем Группы курдоведения Ленинградского отделения Института востоковедения АН СССР, созданной его учителем академиком И. А. Орбели.

## Биография
Родился в селе Сусуз Дигорского района Карской области в курдо-езидской крестьянской семье.
Начальную школу окончил в Тбилиси. В 1928 году по рекомендации Компартии Армении был направлен на учёбу на Рабочий факультет национальных меньшинств при Институте живых восточных языков (Ленинград). По окончании в 1931 году общественно-экономического факультета, поступил в Ленинградский Институт истории, философии, лингвистики и литературы (ЛИФЛИ). С 1936 по 1939 год — аспирант филологического факультета при Ленинградском университете. С 1939 по 1941 год — старший научный сотрудник Института этнографии АН СССР. С 1943 по 1945 год воевал на 2-м Прибалтийском фронте.
С 1945 по 1947 год работал старшим преподавателем Восточного факультета ЛГУ. С 1950 года и до ухода из жизни К. К. Курдоев — старший научный сотрудник Ленинградского отделения Института востоковедения АН СССР.
Похоронен на Богословском кладбище Санкт-Петербурга.

## Научная деятельность
К. К. Курдоев автор таких фундаментальных работ, как академическая «Грамматика курдского языка (курманджи)», «Грамматика курдского языка на материале диалектов курманджи и сорани», а также многочисленных статей по вопросам морфологии, синтаксиса и лексики курдского языка. Особое место в научном наследии Каната Калашевича занимают составленные им словари: «Курдско-русский словарь (курманджи)» и «Курдско-русский словарь (сорани)», составленный совместно с З. А. Юсуповой. К. К. Курдоев подготовил выдержавшие несколько изданий учебные пособия для школ на родном языке.
В 1972 году в Багдаде был издан подготовленный К. К. Курдоевым большой сборник курдского фольклора. Был избран действительным членом Курдской Академии наук Ирака, а также Почетным членом Курдского Института в Париже.